# Septoria triseti
Septoria triseti är en svampart som beskrevs av Speg. 1888. Septoria triseti ingår i släktet Septoria och familjen Mycosphaerellaceae.   Inga underarter finns listade i Catalogue of Life.